# دروازه زندان

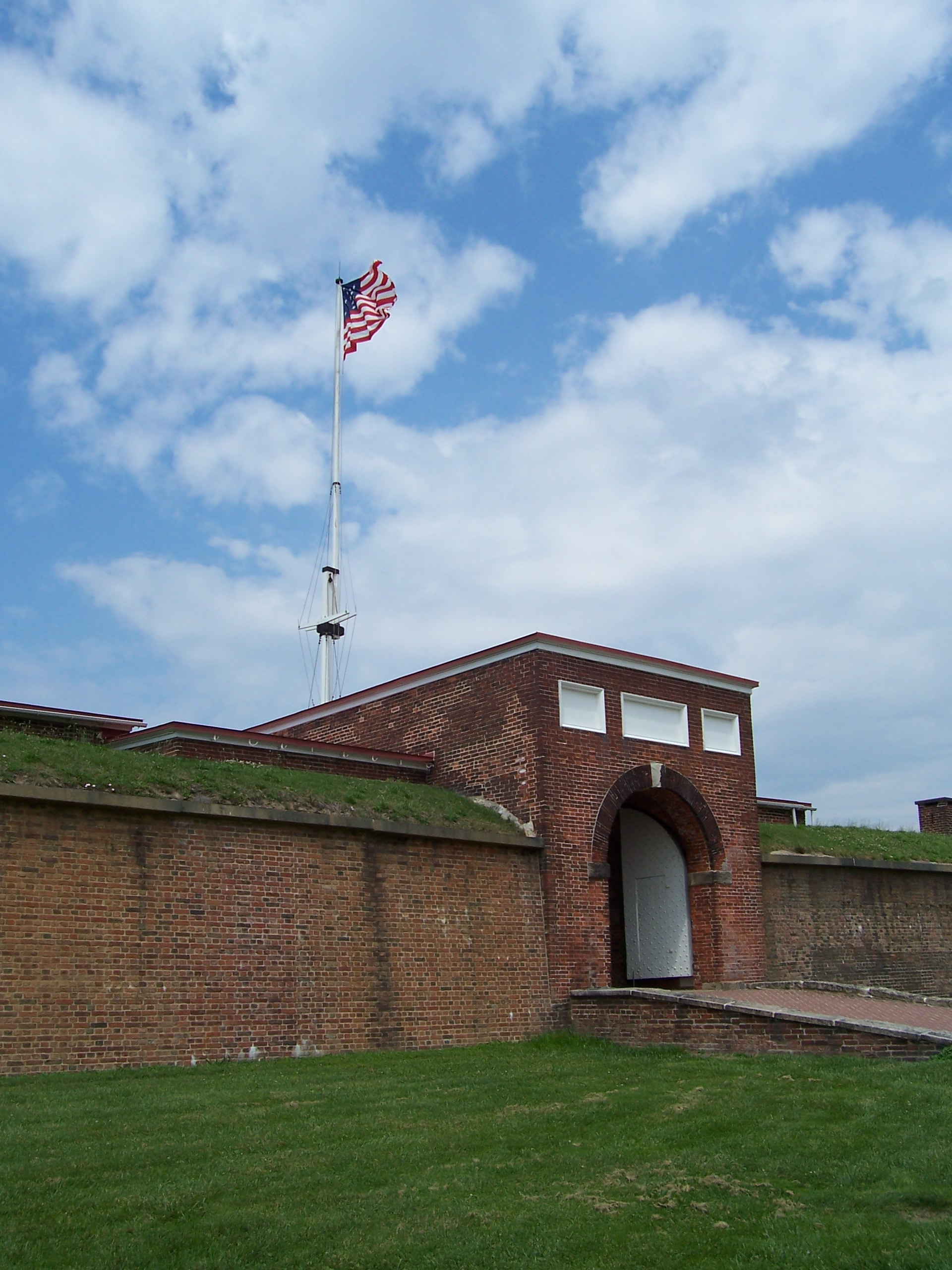
نمونه‌ای از یک دروازه زندان. البته لازم به ذکر است که این دروازه متعلق است به دژ مک هنری در مریلند بالتیمور واقع در کشور ایالات متحده آمریکا که در آن گاهی نیز زندانیانی محبوس می‌شدند.

دروازه زندان به اصلی‌ترین در محافظت شده ورود و خروج یک زندان یا دژ گفته می‌شود. اطراف دروازه معمولاً با دیوارهای بسیار ضخیم احاطه می‌شود تا از فرار زندانیان (یا در دژهای قدیمی) ورود آتش توپ خانه دشمن جلوگیری به عمل آید. در زبان انگلیسی به این نوع دروازه‌ها "Sally Port" می‌گویند. این واژه در زمان‌های گذشته به معنای قایقی بود که خدمه کشتی‌های بزرگ را از ساحل بندرگاه به کشتی یا از کشتی به ساحل می‌رساند. شاید بتوان گفت همان طور که آن قایق در واقع حد فاصل کارکنان کشتی و ساحل بوده‌است، دروازه‌های زندان نیز حکم همین حائل را ایفا می‌کنند. چرا که همان‌طور که گفته شد، در اصلی زندان هستند و یک زندان ممکن است برای حفاظت بیشتر، جز از آن‌ها نیز درب‌های متعدد دیگری داشته باشد.